# Del Norte International Airport
Del Norte International Airport är en flygplats i Mexiko.   Den ligger i kommunen San Nicolás de los Garza och delstaten Nuevo León, i den centrala delen av landet, 700 km norr om huvudstaden Mexico City. Del Norte International Airport ligger 449 meter över havet.
Terrängen runt Del Norte International Airport är platt. Runt Del Norte International Airport är det mycket tätbefolkat, med 1 361 invånare per kvadratkilometer. Närmaste större samhälle är San Nicolás de los Garza, 15,2 km söder om Del Norte International Airport. Trakten runt Del Norte International Airport består i huvudsak av gräsmarker.